# Aussichtsturm Merzdorf
Der Aussichtsturm Merzdorf (auch „Ost-See“-Aussichtsturm Merzdorf oder Aussichtsturm am Cottbuser Ostsee genannt) steht im Ortsteil Merzdorf der Stadt Cottbus in Brandenburg. Er wurde als Teil des Projekts Cottbuser Ostsee gebaut.

## Beschreibung

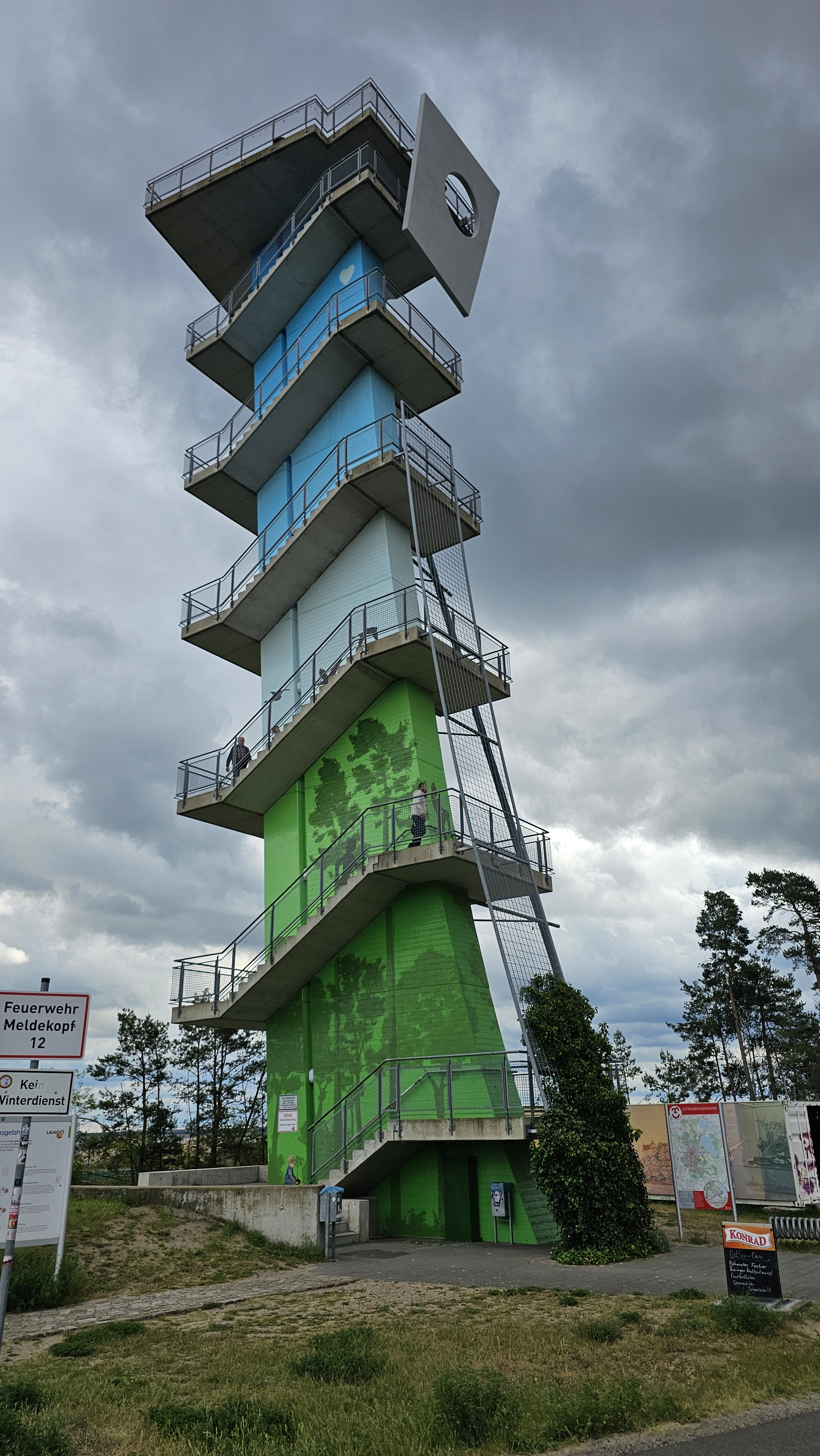
Turmansicht kurz nach der Umgestaltung (2024)

Der Turm ist 34 Meter hoch und steht am westlichen Rand des ehemaligen Tagesbaus Cottbus-Nord. Über 173 Stufen gelangt man auf die 31 Meter hoch liegende Aussichtsplattform, die einen Blick auf den Tagebau und die Stadt Cottbus mit Umland ermöglicht.
Der Turm, der um 5° aus der Senkrechten in Richtung See geneigt ist, wurde von der Vattenfall Europe Mining and Generation in einer Bauzeit von sechs Monaten erstellt und im Dezember 2006 im Beisein des damaligen Cottbuser Oberbürgermeisters Frank Szymanski eröffnet. Am Turm führt der Sandpfad entlang, ein Radweg, der 2008 anlässlich der Ausstellung „Märkischer Sand“ der Öffentlichkeit übergeben wurde.
Im April 2024 wurde der Turm durch den Künstler Marcus Preuß umgestaltet.